# Marko Bokšić
Marko Bokšić (* 24. September 1993 in Mostar) ist ein kroatisch-bosnischer Basketballspieler.

## Laufbahn
Bokšić lernte Basketball als Jugendlicher nahe Mostar, später lebte er zeitweilig im kroatischen Zadar. Er war Spieler der Mannschaft HKK Čapljina in der ersten Liga Bosniens und Herzegowinas, ehe er ab 2014 beim deutschen Regionalligisten BSG Grevenbroich unter Vertrag stand.
Nachdem er in der Saison 2018/19 im Durchschnitt 17 Punkte und 6,5 Rebounds je Begegnung für den Regionallisten erzielt hatte, verließ der Flügelspieler Grevenbroich und wechselte zu den Itzehoe Eagles in die dritthöchste deutsche Spielklasse, 2. Bundesliga ProB. In der Saison 2019/20 errang Bokšić mit Itzehoe den Hauptrundenmeistertitel in der ProB-Nord und erzielte im Verlauf des Spieljahres im Schnitt 12,8 Punkte je Begegnung. 2020/21 verbesserte er seine Punktausbeute auf 14,8 pro Einsatz und stieg mit der Mannschaft in die 2. Bundesliga ProA auf. Zu seinem ersten Einsatz in der zweithöchsten Spielklasse Deutschlands kam der Flügelspieler Ende September 2021. In 26 Spielen erzielte Bokšić während der Saison 2021/22, in der der Klassenerhalt in der 2. Bundesliga ProA verfehlt wurde, im Durchschnitt 8,7 Punkte je Einsatz.
Im Sommer 2022 wurde er vom Drittligisten Iserlohn Kangaroos unter Vertrag genommen. Für die Mannschaft aus dem Sauerland erzielte Bokšić während der Spielzeit 2022/23 einen Mittelwert von 15,3 Punkten. Während der Sommerpause 2023 verließ er Iserlohn und nahm ein Angebot des Ligakonkurrenten Bayer Giants Leverkusen an.